# 劉徽 (萬曆進士)
劉徽（？—？），字心虞，直隸高陽縣（今河北省高陽縣）人，明朝政治人物。

## 生平
萬曆四十年壬子科順天鄉試第一百三名舉人，四十四年（1616年）丙辰科進士。通政司觀政，授临淮知县，四十六年應天同考，天啓二年行取考选，擢廣東道監察御史，三年巡视皇城，四年河東巡盐，六年督饷。天启中谄附魏忠贤，上疏为之歌功颂德凡十一次。因诬熊廷弼侵盗军资，复诬给事中刘弘化等赃贿事，甚得魏忠贤意，天啓七年（1627年）进太仆寺少卿。崇祯初定逆案，判徒三年，赎为民。

## 家族
曾祖劉恩，贵州副使；祖劉行素，贵州副使；父劉似鲸，庠生。